# Mahler Chamber Orchestra
Het Mahler Chamber Orchestra (MCO) is een kamerorkest, dat in 1997 werd opgericht door Claudio Abbado en oud-leden van het Gustav Mahler Jeugdorkest. Het orkest heeft 45 leden uit twintig verschillende landen en geeft ongeveer 60 tot 70 concerten per jaar. Het Mahler Chamber Orchestra is als vereniging in Berlijn geregistreerd. Van 2003 tot 2011 was Daniel Harding dirigent van het orkest. Sindsdien draagt hij de titel van eredirigent. Daniele Gatti is Artistic Advisor van het orkest sinds 27 mei 2016.

## Geschiedenis
Het orkest werd opgericht in 1997, toen enkele leden van het Gustav Mahler Jeugdorkest de leeftijd bereikten waarop ze het orkest moesten verlaten. Omdat ze door wilden gaan met het samen muziekmaken, besloten ze een nieuw kamerorkest op te richten. Claudio Abbado, de dirigent van het Gustav Mahler Jeugdorkest was daarbij behulpzaam. In 1981 ondersteunde Abbado ook al de oprichting van het Chamber Orchestra of Europe in een vergelijkbare situatie (toen ging het om oud-leden van het EG-Jeugdorkest). 
Het eerste concert van het MCO vond plaats in de Rathausprunkzaal van Landshut. Bij het Festival International d’Art Lyrique d’Aix-en-Provence in 1998 had het pas opgerichte orkest zijn eerste grote succes, met de opera Don Giovanni van Mozart. Sindsdien is het Mahler Chamber Orchestra als "orchestra in residence" een vast onderdeel van dit festival. Vergelijkbare banden zijn er met de Mozartweken in Salzburg, de Gustav Mahler Muziekweken in Toblach en het festival Ferrara Musica in Italië. Daarnaast is het orkest regelmatig te gast op het Lucerne Festival, waar het als kern van het Festivalorkest van Luzern fungeert. 
Naast de concertreizen neemt het Mahler Chamber Orchestra ook regelmatig cd's op. Door muziekcritici werd de opname van Benjamin Brittens opera The Turn of the Screw zeer positief beoordeeld. Het orkest won er meerdere internationale platenprijzen mee.